# Disney Channel (Corée du Sud)
Disney Channel Korea (디즈니 채널) est une chaîne de télévision sud-coréenne du groupe Disney-ABC Television Group. La chaîne est éditée en coréen et est disponible en Corée du Sud.

## Fermeture
le 30 septembre 2021 Disney Channel Corée Arrête Un film vidéo  La Reine des neiges Chanson nommée L'amour est un cadeau L'écran de Mire Le Site YouTube 

« 본 채널이 9월 30일 24시 부로 종료되었습니다. 앞으로도 더 나은 서비스 제공을 위해 최선을 다하겠습니다. 감사합니다. »

## Historique
La chaîne Disney Channel a été lancée en Corée du Sud en mars 2002 comme une version en coréen de Disney Channel Asia. Elle était disponible via satellite et n'était pas encodée. L'offre Disney a été complétée par Playhouse Disney et Disney Channel On Demand en 2005.
Le 24 juin 2011, Disney Channel annonce le lancement d'une chaîne nationale à compter du 1er juillet ainsi que de Disney Junior. Cette chaîne sera gérée par Television Media Korea une coentreprise créée en mai 2010 par Disney Channel International et SK Telecom, cette dernière détenant 51 %,.